# HKT48
HKT48(에이치케이티포티에이트)는 아키모토 야스시의 완전 프로듀스에 의해 2011년에 탄생한 규슈 지방을 중심으로 활동하는 일본의 여성 아이돌 그룹이다.

## 개요
- 도쿄도 지요다구의 아키하바라를 거점으로 하는 AKB48, 아이치현 나고야시의 영을 거점으로 하는 SKE48, 오사카부 오사카시의 나니와를 거점으로 하는 NMB48에 계속되는 전국 전개 제4탄으로서 후쿠오카현 후쿠오카시가 선택되었다.
- 「HKT」라는 이름은 후쿠오카시의 대표 지역의 하카타(HAKATA)에 유래한다. 하지만, 전용 극장의 예정지는 하카타는 아니다.
- 최종 멤버 전형 오디션에 심사원의 한 명으로 참가한 AKB48 극장 지배인 토가사키 토모노부는 합격자에게 대해서, AKB48 팀A의 오디션을 인용해 「전혀 춤출 수 없었다」, 「원석 투성이」 ,「지금부터 어떻게 되는 것일까라는 의가 기다려지네요, 자라는 대가」[모호한 표현]라고 말하였다.

### HKT48 극장
- 후쿠오카 시 주오구 호크스 타운 몰에 2011년 10월에 개업을 시작했다.
- 수용 인원수는 300명과 AKB48 그룹의 극장으로서는 최다 인원수를 자랑한다. 중 260석이 일반 추첨범위가 되어, 그 외 후쿠오카 · 사가 · 구마모토 3현 이외의 도도부현 거주자에 대해 「먼 곳으로부터 행차의 고객」범위로서 20석, 「패밀리 커플로 행차의 고객」범위로서 10석, 「여성 · 초·중학생의 고객」범위로서 10석이 각각 할당해진다. 티켓의 응모 접수는 해당 극장 공연일의 3일(「먼 곳」범위만 5일) 전의 0시부터 20시의 사이, HKT48 티켓 센터 경유로 행해져 극장 흘리기가 되는 2011년 11월 26일 공연의 시점에서의 티켓 요금은 전석 1000엔.
- 스테이지에는 하나미치가 스테이지 중앙부로부터 관객석으로 향해 설치되어 하나미치 첨단부에는 내다 붙여 무대가 있다.
- 2016년 4월부터 후쿠오카 시 주오 구 텐진의 솔라리아 스테이지 6층의「니시테츠 홀」을 본고지 극장으로 개장.
- 2020년 11월부터 HKT48 극장 (신극장) 개업.

### AKB48나 다른 자매 그룹와의 비교
- AKB48나 다른 자매 그룹과 같게, 유닛명으로부터 1문자 잡은 16명의 팀제를 도입하고 있어, 극장 공연도 팀제로 실시하고 있다.
- NMB48 같이, 1기생도 포함해 전원이 가입 직후는 우선 연구생이 된다.
- 일부를 제외해, 대부분의 멤버가 규슈 지방의 출신자, 또 그 대부분이 후쿠오카 현 출신자이다.
- HKT48는 AKB48 그룹의 하나이기도 하기 위해, 멤버는 AKB48의 악곡의 선발 멤버로 선택되는 일이 있다.
- 자매 유닛으로부터의 이적으로 벌써 타 사무소에 소속해 있었을 경우를 제외해, 멤버 전원이 AKS에 소속해 있다(이후, Mercury로 변경).
- 다른 자매 그룹과는 달리 2기생이 센터를 하고 있다(각 자매 그룹들은 1기생이 센터).

## 멤버

### 팀H
팀 컬러는 〈■ 연두〉.
| 이름            | 일본어 표기 | 요미가나        | 생년월일               | 기수 | 소속 사무소      | 비고     | 총선거 | 총선거 | 총선거 | 총선거 | 총선거 | 총선거 | 총선거 |
| 이름            | 일본어 표기 | 요미가나        | 생년월일               | 기수 | 소속 사무소      | 비고     | 4      | 5      | 6      | 7      | 8      | 9      | 10     |
| --------------- | ----------- | --------------- | ---------------------- | ---- | ---------------- | -------- | ------ | ------ | ------ | ------ | ------ | ------ | ------ |
| 이쿠노 리나     | 生野莉奈    | いくの りな     | 2010년 8월 3일(15세)   | 6기  | Mercury          | 최연소   |        |        |        |        |        |        |        |
| 이시바시 이부키 | 石橋颯      | いしばし いぶき | 2005년 7월 22일(20세)  | 5기  | Mercury          | -        |        |        |        |        |        |        |        |
| 이시마츠 유이나 | 石松結菜    | いしまつ ゆいな | 2012년 1월 28일(13세)  | 6기  | Mercury          | -        |        |        |        |        |        |        |        |
| 이치무라 아이리 | 市村愛里    | いちむら あいり | 2001년 2월 13일(24세)  | 5기  | Mercury          | -        |        |        |        |        |        |        |        |
| 키타가와 히이로 | 北川陽彩    | きたがわ ひいろ | 2004년 1월 23일(21세)  | 6기  | Mercury          | -        |        |        |        |        |        |        |        |
| 쿠리하라 사에   | 栗原紗英    | くりはら さえ   | 1996년 6월 20일(29세)  | 3기  | Mercury          | -        |        |        |        |        |        | 96     |        |
| 사카모토 리노   | 坂本りの    | さかもと りの   | 2002년 6월 10일(23세)  | 5기  | Mercury          | -        |        |        |        |        |        |        |        |
| 시부이 미나     | 渋井美奈    | しぶい みな     | 2009년 3월 23일(16세)  | 6기  | Mercury          | -        |        |        |        |        |        |        |        |
| 토요나가 아키   | 豊永阿紀    | とよなが あき   | 1999년 10월 25일(25세) | 4기  | Mercury          | 캡틴     |        |        |        |        |        | 79     | 83     |
| 후지노 코코하   | 藤野心葉    | ふじの ここは   | 2008년 5월 25일(17세)  | 6기  | Mercury          | -        |        |        |        |        |        |        |        |
| 후치가미 마이   | 渕上舞      | ふちがみ まい   | 1996년 9월 21일(28세)  | 2기  | 선 뮤직 프로덕션 | 최연장자 |        |        |        | 31     | 40     | 34     | 40     |
| 야나세 레이아   | 梁瀬鈴雅    | やなせ れいあ   | 2006년 6월 29일(19세)  | 6기  | Mercury          | -        |        |        |        |        |        |        |        |
| 야마우치 유나   | 山内祐奈    | やまうち ゆうな | 1999년 7월 6일(26세)   | 3기  | Mercury          | -        |        |        |        |        |        |        |        |

### 팀KIV
팀 컬러는 〈■ 하늘〉.
| 이름            | 일본어 표기 | 요미가나        | 생년월일               | 기수         | 소속 사무소 | 비고                         | 총선거 | 총선거 | 총선거 | 총선거 | 총선거 | 총선거 | 총선거 |
| 이름            | 일본어 표기 | 요미가나        | 생년월일               | 기수         | 소속 사무소 | 비고                         | 4      | 5      | 6      | 7      | 8      | 9      | 10     |
| --------------- | ----------- | --------------- | ---------------------- | ------------ | ----------- | ---------------------------- | ------ | ------ | ------ | ------ | ------ | ------ | ------ |
| 아키요시 유카   | 秋吉優花    | あきよし ゆか   | 2000년 10월 24일(24세) | 2기          | Mercury     | -                            |        |        |        |        | 72     | 83     | 73     |
| 이자와 미유     | 井澤美優    | いざわ みゆ     | 2006년 8월 14일(18세)  | 6기          | Mercury     | -                            |        |        |        |        |        |        |        |
| 이하라 한나     | 猪原絆愛    | いはら はんな   | 2011년 2월 27일(14세)  | 6기          | Mercury     | 최연소                       |        |        |        |        |        |        |        |
| 이마무라 마리아 | 今村麻莉愛  | いまむら まりあ | 2003년 9월 14일(21세)  | 드래프트 2기 | Mercury     | 캡틴                         |        |        |        |        |        |        |        |
| 에구치 코코나   | 江口心々華  | えぐち ここは   | 2007년 4월 24일(18세)  | 6기          | Mercury     | -                            |        |        |        |        |        |        |        |
| 오오우치 린카   | 大内梨果    | おおうち りんか | 2007년 7월 28일(18세)  | 6기          | Mercury     | -                            |        |        |        |        |        |        |        |
| 오오바 리사키   | 大庭凜咲    | おおば りさき   | 2005년 4월 23일(20세)  | 6기          | Mercury     | -                            |        |        |        |        |        |        |        |
| 쿠리야마 리나   | 栗山梨奈    | くりやま りな   | 2000년 12월 30일(24세) | 5기          | Mercury     | -                            |        |        |        |        |        |        |        |
| 타케모토 쿠루미 | 竹本くるみ  | たけもと くるみ | 2004년 2월 22일(21세)  | 5기          | Mercury     | -                            |        |        |        |        |        |        |        |
| 타치바나 코코로 | 立花心良    | たちばな こころ | 2009년 6월 24일(16세)  | 6기          | Mercury     | -                            |        |        |        |        |        |        |        |
| 타나카 이오리   | 田中伊桜莉  | たなか いおり   | 2002년 10월 3일(22세)  | 5기          | Mercury     | -                            |        |        |        |        |        |        |        |
| 지토우에 네네   | 地頭江音々  | ぢとうえ ねね   | 2000년 9월 27일(24세)  | 4기          | Mercury     | 최연장자 졸업예정 (시기미정) |        |        |        |        |        |        | 117    |
| 후쿠이 카렌     | 福井可憐    | ふくい かれん   | 2006년 12월 4일(18세)  | 6기          | Mercury     | -                            |        |        |        |        |        |        |        |
| 모리사키 사아야 | 森﨑冴彩    | もりさき さあや | 2005년 1월 16일(20세)  | 6기          | Mercury     | -                            |        |        |        |        |        |        |        |
| 야스이 히나     | 安井妃奈    | やすい ひな     | 2011년 2월 9일(14세)   | 6기          | Mercury     | -                            |        |        |        |        |        |        |        |

### 연구생
| 이름            | 일본어 표기 | 요미가나          | 생년월일               | 기수 | 소속 사무소 | 비고     | 총선거 |
| 이름            | 일본어 표기 | 요미가나          | 생년월일               | 기수 | 소속 사무소 | 비고     | -      |
| --------------- | ----------- | ----------------- | ---------------------- | ---- | ----------- | -------- | ------ |
| 마츠모토 우라라 | 松本羽麗    | まつもと うらら   | 2004년 5월 12일(21세)  | 6기  | Mercury     | 최연장자 |        |
| 아오키 히나코   | 青木日菜子  | あおき ひなこ     | 2008년 7월 16일(17세)  | 7기  | Mercury     | -        |        |
| 이시이 아야네   | 石井彩音    | いしい あやね     | 2006년 11월 27일(18세) | 7기  | Mercury     | -        |        |
| 이시카와 아미유 | 石川歩実優  | いしかわ あみゆ   | 2011년 12월 15일(13세) | 7기  | Mercury     | -        |        |
| 이지마 리리아   | 猪島莉玲亜  | いじま りりあ     | 2011년 5월 7일(14세)   | 7기  | Mercury     | -        |        |
| 에우라 유카     | 江浦優香    | えうら ゆうか     | 2011년 5월 3일(14세)   | 7기  | Mercury     | -        |        |
| 카타히라 사라   | 片平紗麗    | かたひら さら     | 2009년 5월 1일(16세)   | 7기  | Mercury     | -        |        |
| 쿠레 유나       | 呉優菜      | くれ ゆうな       | 2012년 2월 13일(13세)  | 7기  | Mercury     | 최연소   |        |
| 츠츠미 후카     | 堤楓夏      | つつみ ふうか     | 2006년 11월 17일(18세) | 7기  | Mercury     | -        |        |
| 츠루카와 나치   | 靏川那智    | つるかわ なち     | 2010년 12월 7일(14세)  | 7기  | Mercury     | -        |        |
| 나카노 미나미   | 中野南実    | なかの みなみ     | 2008년 12월 29일(16세) | 7기  | Mercury     | -        |        |
| 나가노 라라     | 長野らら    | なかの らら       | 2010년 11월 6일(14세)  | 7기  | Mercury     | -        |        |
| 마츠나가 유이   | 松永悠良    | まつなが ゆい     | 2009년 11월 13일(15세) | 7기  | Mercury     | -        |        |
| 마츠모토 모카   | 松本苺花    | まつもと もか     | 2008년 11월 22일(16세) | 7기  | Mercury     | -        |        |
| 야마카와 마리아 | 山川万里愛  | やまかわ まりあ   | 2005년 10월 25일(19세) | 7기  | Mercury     | -        |        |
| 요시다 메이     | 吉田めい    | よしだ めい       | 2009년 5월 7일(16세)   | 7기  | Mercury     | -        |        |
| 류토 아야네     | 龍頭綺音    | りゅうとう あやね | 2010년 6월 30일(15세)  | 7기  | Mercury     | -        |        |

### 전 멤버

#### 정규 멤버
| 이름            | 일본어 표기  | 요미가나          | 생년월일               | 기수         | 졸업 시기        | 최종 소속 | 현재 소속 사무소                        | 비고                                                                          | 총선거 최고 순위 |
| --------------- | ------------ | ----------------- | ---------------------- | ------------ | ---------------- | --------- | --------------------------------------- | ----------------------------------------------------------------------------- | ---------------- |
| 코모리 유이     | 古森結衣     | こもり ゆい       | 1997년 12월 2일(27세)  | 1기          | 2012년 8월 18일  | H         | 주식회사 321 업무제휴 : 파이브리지 뮤직 | 개인활동중                                                                    | -                |
| 스가모토 유코   | 菅本裕子     | すがもと ゆうこ   | 1994년 5월 20일(31세)  | 1기          | 2012년 8월 18일  | H         | KOS                                     | 현재는 유튜버                                                                 | -                |
| 타니구치 아이리 | 谷口愛理     | たにぐち あいり   | 1999년 3월 14일(26세)  | 1기          | 2012년 8월 18일  | H         | -                                       | -                                                                             | -                |
| 타니 마리카     | 谷真理佳     | たに まりか       | 1996년 1월 5일(29세)   | 2기          | 2014년 4월 22일  | KIV       | 제스트                                  | 개인활동중                                                                    | -                |
| 나카니시 치요리 | 中西智代梨   | なかにし ちより   | 1995년 5월 12일(30세)  | 1기          | 2014년 4월 22일  | H         | TRUSTAR                                 | 개인활동중                                                                    | -                |
| 쿠사바 마나미   | 草場愛       | くさば まなみ     | 1995년 10월 17일(29세) | 2기          | 2015년 4월 30일  | KIV       | -                                       | -                                                                             | -                |
| 키모토 카논     | 木本花音     | きもと かのん     | 1997년 8월 11일(27세)  | -            | 2015년 5월 25일  | KIV       | -                                       | -                                                                             | 31위             |
| 고토 이즈미     | 後藤泉       | ごとう いずみ     | 1997년 9월 27일(27세)  | 2기          | 2015년 10월 30일 | KIV       | -                                       | -                                                                             | -                |
| 우메모토 이즈미 | 梅本泉       | うめもと いずみ   | 1997년 5월 15일(28세)  | 2기          | 2015년 12월 31일 | H         | -                                       | -                                                                             | -                |
| 이토 라이라     | 伊藤来笑     | いとう らいら     | 1998년 10월 31일(26세) | 2기          | 2016년 2월 29일  | KIV       | -                                       | -                                                                             | -                |
| 오카다 칸나     | 岡田栞奈     | おかだ かんな     | 1997년 6월 26일(28세)  | 2기          | 2016년 3월 22일  | KIV       | -                                       | -                                                                             | 42위             |
| 아나이 치히로   | 穴井千尋     | あない ちひろ     | 1996년 1월 27일(29세)  | 1기          | 2016년 7월 31일  | H         | -                                       | -                                                                             | 33위             |
| 와카타베 하루카 | 若田部遥     | わかたべ はるか   | 1998년 9월 26일(26세)  | 1기          | 2017년 2월 5일   | H         | -                                       | -                                                                             | 82위             |
| 오오타 아이카   | 多田愛佳     | おおた あいか     | 1994년 12월 8일(30세)  | -            | 2017년 4월 10일  | KIV       | 프로덕션 오기                           | 개인활동중                                                                    | 41위             |
| 오카모토 나오코 | 岡本尚子     | おかもと なおこ   | 1996년 4월 4일(29세)   | 2기          | 2017년 5월 8일   | H         | 아시아 프로모션                         | 개인활동중                                                                    | -                |
| 츠츠이 리코     | 筒井莉子     | つつい りこ       | 2000년 2월 22일(25세)  | 3기          | 2017년 5월 29일  | TII       | -                                       | -                                                                             | -                |
| 이노우에 유리야 | 井上由莉耶   | いのうえ ゆりや   | 1999년 6월 15일(26세)  | 2기          | 2017년 6월 12일  | H         | -                                       | -                                                                             | 48위             |
| 타나카 유카     | 田中優香     | たなか ゆうか     | 2000년 6월 7일(25세)   | 2기          | 2018년 2월 27일  | KIV       | -                                       | -                                                                             | -                |
| 우이 마시로     | 宇井真白     | うい ましろ       | 2000년 1월 31일(25세)  | 2기          | 2018년 3월 21일  | H         | BEbox                                   | 개인활동중                                                                    | -                |
| 야마다 마리나   | 山田麻莉奈   | やまだ まりな     | 1995년 3월 24일(30세)  | 2기          | 2018년 4월 10일  | H         | 크로커다일                              | 개인활동중                                                                    | -                |
| 야마모토 마오   | 山本茉央     | やまもと まお     | 1996년 9월 18일(28세)  | 드래프트 1기 | 2018년 5월 21일  | H         | -                                       | -                                                                             | -                |
| 마츠다 유미     | 松田祐実     | まつだ ゆみ       | 2002년 5월 13일(23세)  | 드래프트 3기 | 2018년 12월 27일 | TII       | -                                       | -                                                                             | -                |
| 토미요시 아스카 | 冨吉明日香   | とみよし あすか   | 1997년 9월 20일(27세)  | 2기          | 2019년 3월 30일  | KIV       | -                                       | -                                                                             | 38위             |
| 사시하라 리노   | 指原莉乃     | さしはら りの     | 1992년 11월 21일(32세) | -            | 2019년 4월 28일  | H         | 오오타 프로덕션                         | 개인활동중 현재는 =LOVE, ≠ME, ≒JOY의 프로듀서                                 | 1위              |
| 코다마 하루카   | 兒玉遥       | こだま はるか     | 1996년 9월 19일(28세)  | 1기          | 2019년 6월 9일   | H         | 에이벡스 아스나로 컴퍼니                | 개인활동중                                                                    | 9위              |
| 코마다 히로카   | 駒田京伽     | こまだ ひろか     | 1996년 11월 21일(28세) | 2기          | 2019년 6월 17일  | H         | -                                       | -                                                                             | 60위             |
| 이와하나 시노   | 岩花詩乃     | いわなは しの     | 2000년 4월 1일(25세)   | 2기          | 2019년 6월 21일  | KIV       | -                                       | -                                                                             | -                |
| 우에키 나오     | 植木南央     | うえき なお       | 1997년 8월 12일(27세)  | 1기          | 2019년 7월 31일  | KIV       | -                                       | -                                                                             | 54위             |
| 타나카 나츠미   | 田中菜津美   | たなか なつみ     | 2000년 8월 10일(24세)  | 1기          | 2020년 1월 11일  | H         | -                                       | -                                                                             | 63위             |
| 토모나가 미오   | 朝長美桜     | ともなが みお     | 1998년 5월 17일(27세)  | 2기          | 2020년 1월 15일  | KIV       | TWIN PLANET                             | 개인할동중                                                                    | 21위             |
| 후카가와 마이코 | 深川舞子     | ふかがわ まいこ   | 1999년 7월 5일(26세)   | 1기          | 2020년 2월 22일  | KIV       | -                                       | -                                                                             | 91위             |
| 츠키아시 아마네 | 月足天音     | つきあし あまね   | 1999년 10월 26일(25세) | 4기          | 2020년 3월 30일  | TII       | 아소비시스템                            | 현재는 FRUITS ZIPPER 멤버                                                     | 119위            |
| 모리야스 마도카 | 森保まどか   | もりやす まどか   | 1997년 7월 26일(28세)  | 1기          | 2021년 5월 29일  | KIV       | Aster                                   | 개인활동중                                                                    | 25위             |
| 미야와키 사쿠라 | 宮脇咲良     | みやわき さくら   | 1998년 3월 19일(27세)  | 1기          | 2021년 6월 19일  | KIV       | 쏘스뮤직 / A.M.Entertainment            | 현재는 LE SSERAFIM 멤버                                                       | 3위              |
| 시미즈 리오     | 清水梨央     | しみず りお       | 2003년 10월 11일(21세) | 4기          | 2021년 12월 20일 | TII       | -                                       | -                                                                             | -                |
| 무라시게 안나   | 村重杏奈     | むらしげ あんな   | 1998년 7월 29일(27세)  | 1기          | 2021년 12월 27일 | KIV       | TWIN PLANET                             | 개인활동중                                                                    | 67위             |
| 카미지마 카에데 | 上島楓       | かみじま かえで   | 2001년 8월 22일(23세)  | 5기          | 2022년 1월 9일   | H         | WACK                                    | 개인활동중 현재는 ASP 멤버 현예명 : 칫치치치이치이치이 (チッチチチーチーチー) | -                |
| 우에노 하루카   | 上野遥       | うえの はるか     | 1999년 9월 20일(25세)  | 2기          | 2022년 2월 26일  | H         | -                                       | -                                                                             | -                |
| 타시마 메루     | 田島芽瑠     | たしま める       | 2000년 1월 7일(25세)   | 2기          | 2022년 4월 3일   | H         | Mama & Son                              | 개인활동중                                                                    | 26위             |
| 미즈카미 리미카 | 水上凜巳花   | みずかみ りみか   | 2003년 7월 10일(22세)  | 5기          | 2022년 4월 3일   | H         | -                                       | -                                                                             | -                |
| 쿠마자와 세리나 | 熊沢世莉奈   | くまざわ せりな   | 1997년 4월 17일(28세)  | 1기          | 2022년 4월 3일   | KIV       | 호리피크                                | 개인활동중                                                                    | -                |
| 이마다 미나     | 今田美奈     | いまだ みな       | 1997년 3월 5일(28세)   | 1기          | 2022년 4월 4일   | KIV       | -                                       | 개인활동중                                                                    | 90위             |
| 마츠모토 히나타 | 松本日向     | まつもと ひなた   | 2000년 12월 11일(24세) | 4기          | 2022년 6월 27일  | TII       | TRUSTAR                                 | 개인활동중                                                                    | -                |
| 코지나 유이     | 神志那結衣   | こうじな ゆい     | 1998년 1월 24일(27세)  | 2기          | 2022년 9월 4일   | H         | For you                                 | 개인활동중                                                                    | 46위             |
| 마츠오카 나츠미 | 松岡菜摘     | まつおか なつみ   | 1996년 8월 8일(28세)   | 1기          | 2022년 9월 4일   | H         | -                                       | -                                                                             | 46위             |
| 세키 아이       | 石安伊       | せき あい         | 2000년 12월 31일(24세) | 드래프트 3기 | 2022년 9월 9일   | TII       | -                                       | -                                                                             | -                |
| 무라카와 비비안 | 村川緋杏     | むらかわ びびあん | 1999년 12월 3일(25세)  | 드래프트 2기 | 2022년 11월 1일  | TII       | 아소비시스템                            | 개인활동중 현재는 CANDY TUNE 멤버                                             | -                |
| 사카구치 리코   | 坂口理子     | さかぐち りこ     | 1994년 7월 26일(31세)  | 2기          | 2022년 12월 5일  | H         | 선 뮤직 프로덕션                        | 개인활동중                                                                    | 37위             |
| 시모노 유키     | 下野由貴     | しもの ゆき       | 1998년 4월 2일(27세)   | 1기          | 2022년 12월 10일 | KIV       | YOUNG,WILD＆FREE                        | 개인활동중                                                                    | 85위             |
| 호카조노 하즈키 | 外薗葉月     | ほかぞの はづき   | 1999년 1월 17일(26세)  | 3기          | 2022년 12월 17일 | TII       | CMC                                     | 개인활동중                                                                    | 120위            |
| 미야자키 소노   | 宮﨑想乃     | みやざき その     | 2000년 10월 30일(24세) | 4기          | 2022년 12월 26일 | TII       | -                                       | -                                                                             | -                |
| 와타나베 아카리 | 渡部愛加里   | わかたべ あかり   | 2004년 10월 18일(20세) | 드래프트 3기 | 2023년 3월 26일  | H         | -                                       | -                                                                             | -                |
| 무라카미 와카나 | 村上和叶     | むらかみ わかな   | 2003년 3월 30일(22세)  | 5기          | 2023년 3월 26일  | KIV       | 홀릭피크                                | 개인활동중                                                                    | -                |
| 야부키 나코     | 矢吹奈子     | やぶき なこ       | 2001년 6월 18일(24세)  | 3기          | 2023년 4월 1일   | H         | TWIN PLANET                             | 개인활동중                                                                    | 9위              |
| 고토 히나노     | 後藤陽菜乃   | ごとう ひなの     | 2005년 3월 8일(20세)   | 5기          | 2023년 7월 9일   | KIV       | -                                       | -                                                                             | -                |
| 바바 사야카     | 馬場彩華     | ばば さやか       | 2004년 5월 2일(21세)   | 드래프트 3기 | 2023년 7월 9일   | KIV       | -                                       | 현재는 하루니시온 멤버                                                        | -                |
| 모토무라 아오이 | 本村碧唯     | もとむら あおい   | 1997년 5월 31일(28세)  | 1기          | 2023년 7월 23일  | KIV       | -                                       | -                                                                             | 36위             |
| 나가노 미야비   | 長野雅       | ながの みやび     | 1999년 10월 3일(25세)  | 5기          | 2023년 8월 1일   | KIV       | -                                       | -                                                                             | -                |
| 오다 아야카     | 小田彩加     | おだ あやか       | 1999년 2월 9일(26세)   | 4기          | 2023년 8월 8일   | H         | -                                       | -                                                                             | 50위             |
| 운죠 히로나     | 運上弘菜     | うんじょう ひろな | 1998년 8월 9일(26세)   | 4기          | 2023년 10월 5일  | H         | -                                       | -                                                                             | -                |
| 타케다 토모카   | 武田智加     | たけだ ともか     | 2003년 2월 25일(22세)  | 4기          | 2023년 10월 20일 | KIV       | seju                                    | 개인활동중                                                                    | -                |
| 타나카 미쿠     | 田中美久     | たなか みく       | 2001년 9월 12일(23세)  | 3기          | 2023년 12월 29일 | KIV       | am                                      | 개인활동중                                                                    | 10위             |
| 사카이 모에카   | 堺萌香       | さかい もえか     | 1998년 8월 25일(26세)  | 4기          | 2024년 5월 11일  | H         | 엔터아트 프로모션                       | 개인활동중                                                                    | -                |
| 야마시타 에미리 | 山下エミリー | やました エミリー | 1998년 12월 19일(26세) | 3기          | 2024년 7월 21일  | KIV       | TRUSTAR                                 | 개인활동중                                                                    | -                |
| 마츠오카 하나   | 松岡はな     | まつおか はな     | 2000년 1월 19일(25세)  | 드래프트 2기 | 2024년 9월 28일  | KIV       | -                                       | -                                                                             | 55위             |
| 아라마키 미사키 | 荒巻美咲     | あらまき みさき   | 2001년 1월 28일(24세)  | 3기          | 2024년 12월 27일 | H         | -                                       | -                                                                             | -                |
| 모가미 나나카   | 最上奈那華   | もがみ ななか     | 2001년 1월 28일(24세)  | 6기          | 2025년 1월 27일  | H         | -                                       | -                                                                             | -                |
| 이토 유에루     | 伊藤優絵瑠   | いとう ゆえる     | 2003년 10월 24일(21세) | 드래프트 3기 | 2025년 3월 8일   | H         | -                                       | -                                                                             | -                |
| 카와히라 히지리 | 川平聖       | かわひら ひじり   | 2004년 6월 27일(21세)  | 5기          | 2025년 3월 22일  | H         | -                                       | -                                                                             | -                |
| 사카모토 에레나 | 坂本愛玲菜   | さかもと えれな   | 2000년 9월 12일(24세)  | 3기          | 2025년 4월 27일  | KIV       | -                                       | -                                                                             | 87위             |

#### 연구생
| 이름            | 일본어 표기 | 요미가나        | 생년월일              | 기수 | 졸업 시기        | 현재 소속 사무소           | 비고                            |
| --------------- | ----------- | --------------- | --------------------- | ---- | ---------------- | -------------------------- | ------------------------------- |
| 에토 사야카     | 江藤彩也香  | えとう さやか   | 1997년 9월 9일(27세)  | 1기  | 2012년 8월 18일  | 아크 프로모션              | 개인활동중                      |
| 나카니시 아야카 | 仲西彩佳    | なかにし あやか | 1996년 3월 23일(29세) | 1기  | 2012년 8월 18일  | -                          | -                               |
| 아베 쿄카       | 安陪恭加    | あべ きょうか   | 1997년 7월 17일(28세) | 1기  | 2014년 2월 23일  | 저스티스 재팬 엔터테인먼트 | 개인활동중 현예명 : 쿄카 (恭加) |
| 쿠도 하루카     | 工藤陽香    | くどう はるか   | 2006년 4월 21일(19세) | 5기  | 2020년 10월 12일 | -                          | -                               |
| 오가와 사나     | 小川紗奈    | おがわ さな     | 2002년 6월 20일(23세) | 5기  | 2021년 3월 22일  | -                          | -                               |
| 카와시마 유나   | 川島夕奈    | かわしま ゆうな | 2008년 8월 9일(16세)  | 5기  | 2023년 3월 19일  | -                          | -                               |

## 디스코그래피

### 싱글
| #                      | 발매                   | 타이틀                                                             | 최고순위               |
| 유니버설 시그마 레이블 | 유니버설 시그마 레이블 | 유니버설 시그마 레이블                                             | 유니버설 시그마 레이블 |
| ---------------------- | ---------------------- | ------------------------------------------------------------------ | ---------------------- |
| 1                      | 2013년 3월 20일        | スキ!スキ!スキップ! 좋아! 좋아! 스킵!                              | 1                      |
| 2                      | 2013년 9월 4일         | メロンジュース 멜론 주스                                           | 1                      |
| 3                      | 2014년 3월 12일        | 桜、みんなで食べた 벚꽃, 다 함께 먹었어                            | 1                      |
| 4                      | 2014년 9월 24일        | 控えめ I love you ! 소극적인 I love you !                          | 1                      |
| 5                      | 2015년 4월 22일        | 12秒 12초                                                          | 1                      |
| EMI RECORDS 레이블     |                        |                                                                    |                        |
| 6                      | 2015년 11월 25일       | しぇからしか! 시끄러워!                                            | 1                      |
| 7                      | 2016년 4월 13일        | 74億分の1の君へ 74억분의 1의 너에게                                | 1                      |
| 8                      | 2016년 9월 7일         | 最高かよ 최고야                                                    | 1                      |
| 9                      | 2017년 2월 15일        | バグっていいじゃん 버그라니 좋잖아                                 | 1                      |
| 10                     | 2017년 8월 2일         | キスは待つしかないのでしょうか? 키스는 기다리는 수밖에 없는건가요? | 1                      |
| 11                     | 2018년 5월 2일         | 早送りカレンダー 빨리 감기 캘린더                                  | 1                      |
| 12                     | 2019년 4월 10일        | 意志 의지                                                          | 1                      |
| 13                     | 2020년 4월 22일        | 3-2 삼 빼기 이                                                     | 1                      |
| 14                     | 2021년 5월 12일        | 君とどこかへ行きたい 너와 어디론가 가고 싶어                       | 2                      |
| 15                     | 2022년 6월 22일        | ビーサンはなぜなくなるのか? 비치 샌들은 왜 없어질까?               | 1                      |
| 16                     | 2023년 2월 8일         | 君はもっとできる 너는 더 잘할 수 있어                              | 2                      |
| 17                     | 2023년 12월 20일       | バケツを被れ! 양동이를 덮어!                                       | 2                      |
| 18                     | 2024년 9월 11일        | 僕はやっと君を心配できる 나는 겨우 너를 걱정할 수 있어             | 3                      |
| 19                     | 2025년 7월 23일        | 半袖天使 반소매 천사                                               | 3                      |

#### 그 외의 참가 작품
| # | 발매             | 타이틀                              | 비고 |
| - | ---------------- | ----------------------------------- | --- |
| 1 | 2012년 12월 5일  | 初恋バタフライ 첫사랑 버터플라이    | AKB48 29th 싱글 〈영원 프레셔〉 Type-C 수록 |
| 2 | 2013년 12월 11일 | ウインクは3回 윙크는 3회            | AKB48 34th 싱글 〈플라타너스 나무가 서 있는 길에서 「네 미소가 꿈에 나왔어」라고 말해버린다면 우리들의 관계는 어떻게 변하는 걸까, 나 나름대로 며칠이고 생각해본 후의 조금 부끄러운 결론처럼〉 Type-H 수록 |
| 3 | 2015년 3월 4일   | 大人列車 어른 열차                  | AKB48 39th 싱글 〈Green Flash〉 Type-H 수록 |
| 4 | 2016년 3월 9일   | Make noise 메이크 노이즈            | AKB48 43rd 싱글 〈너는 멜로디〉 Type-C 수록 |
| 5 | 2017년 3월 15일  | 止まらない観覧車 멈추지 않는 관람차 | AKB48 47th 싱글 〈슛 싸인〉 Type-C 수록 |
| 6 | 2018년 3월 14일  | ぶっ倒れるまで 갑자기 쓰러질 때까지 | AKB48 51th 싱글 〈자바자〉 Type-C 수록 |

### 착신 한정
| #                      | 발매                   | 타이틀                                                     | 비고                   |
| 유니버설 시그마 레이블 | 유니버설 시그마 레이블 | 유니버설 시그마 레이블                                     | 유니버설 시그마 레이블 |
| ---------------------- | ---------------------- | ---------------------------------------------------------- | ---------------------- |
| 1                      | 2013년 2월 6일         | お願いヴァレンティヌ 부탁해 발렌타인                       | 선행 착신              |
| 2                      | 2013년 3월 1일         | タンスのゲン 댄스는 겐                                     |                        |
| EMI RECORDS 레이블     |                        |                                                            |                        |
| 3                      | 2017년 2월 8일         | 必然的恋人 필사적연인                                      | 선행 착신              |
| 4                      | 2021년 6월 20일        | 思い出にするにはまだ早すぎる 추억하기에는 아직 너무 이르다 |                        |
| 5                      | 2021년 11월 22일       | 突然 Do love me! 돌연 Do love me!                          | 선행 착신              |
| 6                      | 2024년 5월 22일        | こんな時代に… 이런 시대에…                                 |                        |

### 앨범

#### 오리지널 앨범
| #                  | 발매               | 타이틀                          | 최고순위           |
| EMI RECORDS 레이블 | EMI RECORDS 레이블 | EMI RECORDS 레이블              | EMI RECORDS 레이블 |
| ------------------ | ------------------ | ------------------------------- | ------------------ |
| 1                  | 2017년 12월 27일   | 092                             | 1                  |
| 2                  | 2021년 12월 1일    | アウトスタンディング 아웃스탠딩 | 1                  |

#### 극장 공연 앨범
| 순서 | 팀 이름&무대 순서 | 타이틀                                   | 의미          | 발매일         |
| ---- | ----------------- | ---------------------------------------- | ------------- | -------------- |
| 1    | 팀H 1st Stage     | 〈手をつなぎながら〉 데오쓰나기나가라[*] | 손을 잡으면서 | 2013년 7월 6일 |

### 영상 작품

#### 극장 공연
| 순서 | 팀 이름&무대 순서 | 타이틀                                                                 | 의미                                                     | 발매일          |
| ---- | ----------------- | ---------------------------------------------------------------------- | -------------------------------------------------------- | --------------- |
| 1    | 팀H 1st Stage     | 〈手をつなぎながら〉 데오쓰나기나가라[*]                               | 손을 잡으면서                                            | 2013년 7월 6일  |
| 2    | 팀H               | 〈博多レジェンド〉 하카타레전드[*]                                     | 하카타 레전드                                            | 2014년 1월 9일  |
| 3    | -                 | HKT48 3周年3days＋HKT48劇場 3周年記念特別公演                          | HKT48 3주년 3days+HKT48 극장 3주년 기념 특별 공연        | 2015년 6월 16일 |
| 4    | -                 | HKT48劇場4周年記念特別公演                                             | HKT48 극장 4주년 기념 특별 공연                          | 2016년 3월 29일 |
| 5    | -                 | HKT48 5th ANNIVERSARY 〜39時間ぶっ通し祭り!みんな“サンキューったい!”〜 | HKT48 5th ANNIVERSARY ~39시간 꼬박 축제! 모두 "땡큐야!"~ | 2017년 7월 5일  |

#### 콘서트
| 순서 | 타이틀                                                                    | 의미                                                                     | 발매일           |
| ---- | ------------------------------------------------------------------------- | ------------------------------------------------------------------------ | ---------------- |
| 1    | HKT48 九州7県ツアー 〜可愛い子には旅をさせよ〜                            | HKT48 큐슈 7현 투어 ~귀여운 자식은 여행을 보내자~                        | 2014년 7월 25일  |
| 2    | HKT48アリーナツアー 〜可愛い子にはもっと旅をさせよ〜 海の中道海浜公園     | HKT48 아레나 투어 ~귀여운 자식은 여행을 보내자~ 우미노 나카미치 해변공원 | 2014년 11월 22일 |
| 3    | HKT48 全国ツアー 〜全国統一終わっとらんけん〜 番外編 in 台北＆香港        | HKT48 전국 투어 ~전국 통일 끝나지 않았고~ 외국편 in 대만&홍콩            | 2015년 4월 14일  |
| 4    | HKT48全国ツアー 〜全国統一終わっとらんけん〜 FINAL in 横浜アリーナ        | HKT48 전국 투어 ~전국 통일 끝나지 않았고~ FINAL in 요코하마 아레나       | 2015년 10월 14일 |
| 5    | HKT48 春のライブツアー 〜サシコ・ド・ソレイユ2016〜                       | HKT48 봄의 라이브 투어 ~샤시코 도 소레이유 2016~                         | 2016년 6월 29일  |
| 6    | HKT48夏のホールツアー2016 〜HKTがAKB48グループを離脱?国民投票コンサート〜 | HKT48 여름의 홀 투어 2016 ~HKT가 AKB48 그룹을 이탈? 국민 투표 콘서트~    | 2016년 12월 28일 |

#### 하카타 백화점
| 순서 | 타이틀            | 의미                | 발매일          |
| ---- | ----------------- | ------------------- | --------------- |
| 1    | HaKaTa百貨店      | 하카타 백화점       | 2013년 4월 19일 |
| 2    | HaKaTa百貨店2号館 | 하카타 백화점 2호점 | 2013년 9월 18일 |
| 3    | HaKaTa百貨店3号館 | 하카타 백화점 3호점 | 2015년 9월 25일 |

#### HKT48 돈코츠 마법소녀 학원
| 순서 | 타이틀                     | 의미                       | 발매일          |
| ---- | -------------------------- | -------------------------- | --------------- |
| 1    | HKT48 トンコツ魔法少女学院 | HKT48 돈코츠 마법소녀 학원 | 2014년 6월 20일 |

## 공연

### 팀H
1. 手をつなぎながら : 2012년 3월 4일 - 2013년 2월 17일 (276회 공연, 팀H로서는 200회 공연)
2. 博多レジェンド : 2013년 3월 1일 - 2014년 4월 17일 (110회 공연)
3. 青春ガールズ : 2014년 4월 23일 - 2014년 10월 30일 (48회 공연)
4. 最終ベルが鳴る : 2014년 11월 9일 - 2016년 3월 31일
5. シアターの女神 : 2016년 5월 3일 - 2019년 9월 2일
6. RESET : 2019년 9월 10일 - 2023년 1월 21일
7. 目撃者 : 2023년 2월 11일 -

### 팀KIV
1. シアターの女神 : 2014년 5월 8일 - 2016년 3월 31일
2. 最終ベルが鳴る : 2016년 5월 17일 - 2018년 1월 23일
3. 制服の芽 : 2018년 1월 29일 - 2023년 1월 28일
4. ここにだって天使はいる : 2023년 2월 18일 -

### 팀TII
1. 手をつなぎながら : 2016년 12월 21일 - 2022년 4월 15일
2. 恋愛禁止条例 : 2022년 5월 6일 - 2023년 1월 29일

### 연구생
1. 手をつなぎながら : 2011년 11월 26일 - 2012년 3월 2일 (76회 공연, 팀H 1st stage에 이행)
2. PARTYが始まるよ : 2012년 9월 30일 - 2013년 11월 5일 (218회 공연)
3. 脳内パラダイス
  - 2013년 11월 17일 - 2014년 4월 21일 (1~3기생)
  - 2019년 3월 10일 - 2021년 4월 8일 (5기생)

### 해바라기조
1. パジャマドライブ
  - 2013년 11월 2일 - 2015년 12월 14일
  - 2022년 8월 4일 -
2. ただいま 恋愛中 (HKT48 극장 · 니시테츠 홀에서 공연된다) : 2015년 12월 19일 - 2020년 3월 31일
3. 誘惑のガーター : 2017년 12월 17일 -
4. いま、月は満ちる : 일정미정

### R24
1. 博多リフレッシュ : 2019년 2월 23일 -

### 특별 공연
1. 동일본 대지진 부흥 지원 특별 공연 ~누군가를 위해 프로젝트~ : 2012년 3월 11일
2. 서일본 시티 은행 「HKT48 극장 특별 공연」 : 2012년 9월 9일
3. 소프트뱅크 모바일 Presents 호크스 응원대 「HKT48 극장 특별 공연」 : 2012년 11월 18일, 12월 15일, 2013년 2월 16일
4. HKT48 극장 1주년 특별기념 공연 : 2012년 11월 26일
5. 요미우리 신문 서부 본사 「HKT48×YOMIURI 특별 공연」 : 2013년 3월 2일
6. 동일본 대지진 부흥 지원 특별 공연 ~누군가를 위해 프로젝트 2013~ : 2013년 3월 11일
7. HKT48 극장 2주년 특별기념 공연 : 2013년 11월 26일
8. 동일본 대지진 부흥 지원 특별 공연 ~누군가를 위해 프로젝트 2014~ : 2014년 3월 11일
9. 극장 이전 기념 특별 공연 : 2016년 3월 31일

### HKT48 극장 이외에서의 공연
AKB48 극장에서의 공연
1. 手をつなぎながら : 2012년 2월 4일 (1기생)
2. 手をつなぎながら : 2012년 8월 12일 (팀H)
3. 博多レジェンド : 2013년 4월 5일 (팀H)
4. 最終ベルが鳴る : 2016년 4월 2일 (팀H)
5. シアターの女神 : 2016년 4월 3일 (팀KIV)
6. ただいま 恋愛中 : 2016년 4월 4일 (해바라기조)
7. シアターの女神 : 2016년 10월 24일 (팀H)
8. 最終ベルが鳴る : 2016년 10월 29일 (팀KIV)

TOKYO DOME CITY HALL에서의 공연
1. 手をつなぎながら : 2012년 5월 13일
2. 博多レジェンド : 2013년 5월 11일

NGT48 극장에서의 공연
1. シアターの女神 : 2016년 4월 9일 (팀KIV)
2. ただいま 恋愛中 : 2016년 4월 10일 (해바라기조)
3. 最終ベルが鳴る : 2016년 4월 11일 (팀H)
4. シアターの女神 : 2016년 10월 3일 · 4일 (팀H)
5. ただいま 恋愛中 : 2016년 10월 16일 · 17일 (해바라기조)

NMB48 극장에서의 공연
1. シアターの女神 : 2016년 5월 9일 (팀KIV)
2. ただいま 恋愛中 : 2016년 5월 10일 (해바라기조)
3. ただいま 恋愛中 : 2016년 10월 22일 (해바라기조)

SKE48 극장에서의 공연
1. 最終ベルが鳴る : 2016년 5월 14일 (팀H)
2. ただいま 恋愛中 : 2016년 5월 15일 (해바라기조)
3. 最終ベルが鳴る : 2016년 10월 20일 · 21일 (팀KIV)

그 외
1. 2014년 1월 16일, 시부야 AiiA 극장 도쿄 - 팀H 곡(전체 곡은 「博多レジェンド」, 유닛 곡은 「手をつなぎながら」 공연이다.)

## 같이 보기
일본 자매 그룹
- AKB48
- SKE48
- NMB48
- NGT48
- STU48

일본 해외 자매 그룹
- JKT48
- BNK48
- MNL48
- AKB48 Team SH
- AKB48 Team TP
- SGO48
- CGM48
- DEL48
- MUB48
- KLP48